# ヘナウケの戦い
ヘナウケの戦い（-たたかい）は、1643年に渡島半島西部で起こったアイヌの首長ヘナウケによる松前藩との戦い。
寛永20年（1643年）、シマコマキ（現島牧郡島牧村）の首長ヘナウケが松前藩に対して蜂起を開始。松前藩三代藩主であった松前氏広は、松前藩から佐藤権左衛門・新井田権之助・厚谷平蔵らを派遣し、両勢力はセタナイ（現久遠郡せたな町）で交戦した。3月16日（1643年5月4日）には、上級藩士の一人であった南條安右衛門が戦死している。同年5月に佐藤権左衛門らは帰還、その後松前氏の一族にあたる蠣崎利広がセタナイに赴いており、この時に和睦が成立したと見られる。
この蜂起の背景として、まず金掘り（砂金掘り）の存在があげられる。元和2年（1616年）から蝦夷が島（現北海道）においてゴールドラッシュが発生し、多数の金掘りが本州から渡って来た。寛永8年（1631年）にはシマコマキでも砂金の採取が始まっている。アイヌの支配地域において砂金を採取する場合はそこの首長に対しても対価を支払っていたとされ、シブチャリの首長シャクシャインにも親しい関係の金掘りが存在したことから、ヘナウケも同様の関係にあった可能性が指摘されている。
また蜂起の3年前にあたる寛永17年6月13日（1640年7月31日）には内浦岳（現駒ヶ岳）が噴火しており、松前では14日から15日にかけて空が火山灰に覆われ闇夜のような状態になったという。この噴火によって渡島半島周辺は大きな被害を受け、翌年の夏には亀田の金掘りが津軽に逃亡するという事件も発生している。この天災が蜂起の一因になったと見られている。